# Monumento a Giuseppe Mazzini (Milano)

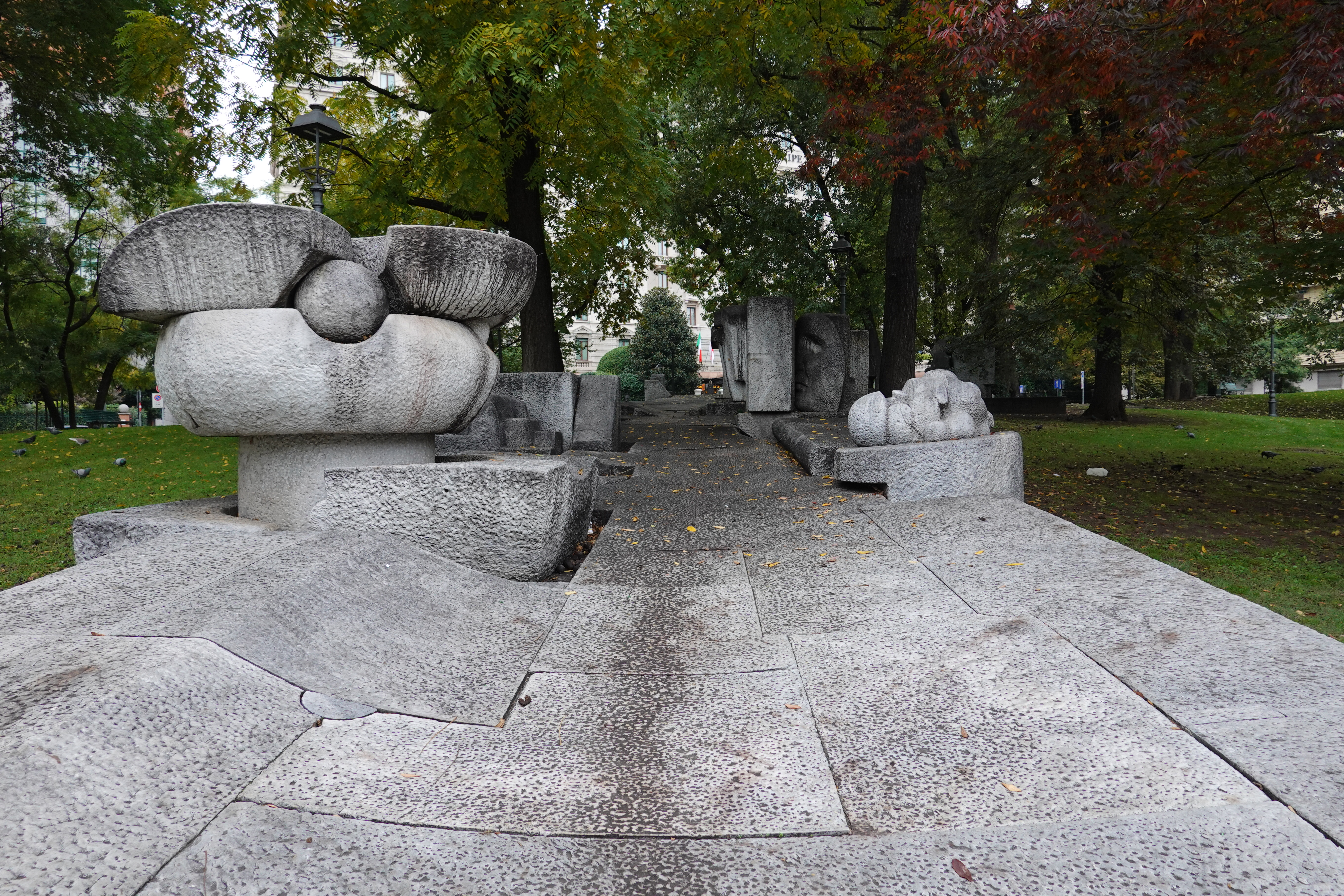
Il monumento di Cascella

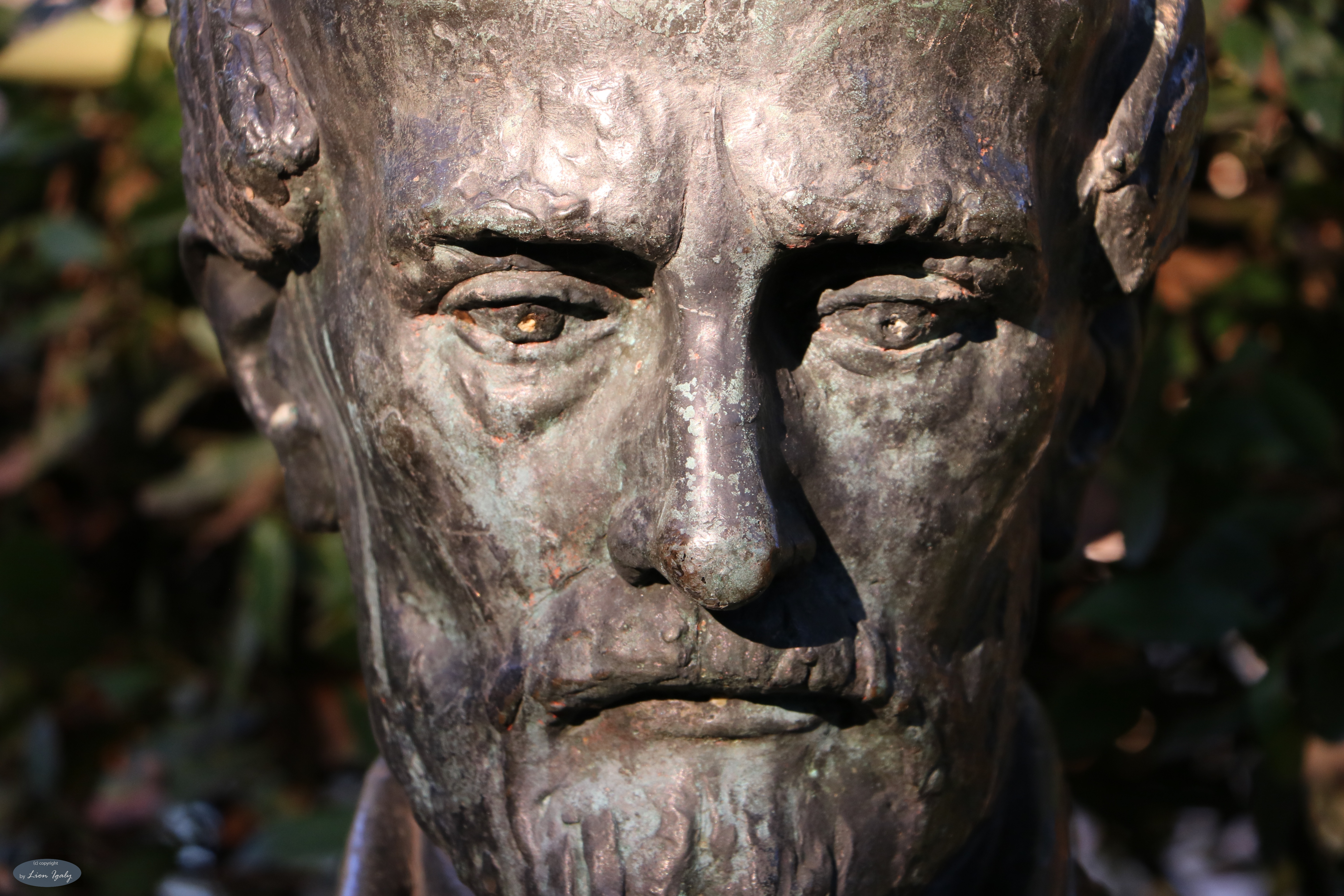
Monumento a Giuseppe Mazzini a Milano (particolare)

Il monumento a Giuseppe Mazzini è situato nei giardini di Piazza della Repubblica, a Milano, di fronte al civico 17. Realizzato da Giulio Monteverde nel 1874, è a grandezza naturale è una statua in bronzo in posizione eretta. Si trova nei pressi di un altro monumento, dedicato al patriota italiano, realizzato dallo scultore Pietro Cascella, nel 1974, in pietra e marmo.